# 뿌리 (1977년 드라마)
뿌리(영어: Roots)는 알렉스 헤일리의 1976년 소설 "Roots: The Saga of an American Family"를 기반으로 한 1977년 미국 TV 미니시리즈로, 미국 노예 시대와 그 이후를 배경으로 한다. 이 시리즈는 1977년 1월 ABC에서 8일 연속으로 처음 방영되었다.
방영 과정에서 비판과 평가 성공을 거둔 "뿌리"는 37개의 프라임타임 에미상 후보에 올랐고 9개를 수상했다. 또한 골든 글로브상, 피버디상을 수상했다. 이 작품은 모든 유형의 TV 시리즈 중 세 번째로 높은 평가를 받은 에피소드이자 미국 TV 역사상 두 번째로 많이 본 전체 시리즈 피날레라는 기록을 보유한 피날레에 대해 전례 없는 닐슨(Nielsen) 등급을 받았다.
속편인 "Roots: The Next Generations"는 1979년에 처음 방영되었고, 두 번째 속편인 "Roots: The Gift"는 크리스마스 TV 영화로 르바 버튼과 루이스 고셋 주니어가 출연하여 1988년에 처음 방영되었다. 관련 영화인 "Alex Haley's Queen"은 알렉스 헤일리의 친할머니였던 잭슨 헤일리(Jackson Haley) 여왕의 삶을 바탕으로 한다.
2016년에는 동명의 원작 미니시리즈의 리메이크작이 히스토리 채널의 의뢰로 메모리얼 데이에 채널에서 방영되었다.